# Halenia spatulata
Halenia spatulata là một loài thực vật có hoa trong họ Long đởm. Loài này được C.K. Allen mô tả khoa học đầu tiên năm 1933.